# Derbi 4 Cilindres
La Derbi 4 Cilindres, coneguda també com a Derbi 4 (escrit sovint en anglès, Derbi Four), Derbi 400 o Derbi quadricilíndrica, fou un prototipus de motocicleta de velocitat creat per Jaume Pahissa, responsable del Departament de Competició de Derbi, el 1954. Pahissa construí el prototipus als tallers de la fàbrica per iniciativa pròpia, a estones lliures, amb l'objectiu de fer-lo participar en la primera edició de les 24 Hores de Montjuïc, a celebrar el 1955. La Derbi 4 es caracteritzava pel seu espectacular motor de dos temps refrigerat per aire de 392 cc, resultat de la unió de quatre cilindres de 98 cc cadascun, en disposició paral·lela vertical.
Un cop enllestit el prototipus i provat a consciència, s'observà que la moto no podia assolir la fiabilitat necessària (haguessin calgut materials massa costosos per a l'època) i el projecte s'abandonà, amb el resultat que aquell exemplar únic acabà caient en l'oblit. Uns quants decennis més tard, durant la dècada del 2000, la família Rabasa el retrobà força malmès i li n'encarregà la restauració a Josep Pascual, enginyer de la fàbrica. Actualment, la Derbi 4 es conserva al Museu de la Moto de Bassella.

## Història
Jaume Pahissa construí la Derbi 4 com a passatemps a hores lliures, sense dir-ne res a la direcció de l'empresa (només ho sabia la gent del seu entorn), amb la intenció inicial de participar-hi a les 24 Hores de Montjuïc que s'havien d'estrenar l'any següent. El resultat, però, fou decebedor: la seva escassa fiabilitat, altes vibracions i excessiu consum varen desaconsellar d'apuntar-la a aquella prova i es va destinar a curses menys importants, com ara pujades de muntanya i proves de regularitat. La Derbi 4 participà en la Pujada a la Rabassada i a la Volta a Mallorca, pilotada per Jaume Garriga. Com a anècdota, de cara a aquesta darrera prova Pahissa va fer uns forats a la part inferior dels tubs d'escapament de la moto per tal de provocar polseguera i entorpir així la visió dels rivals que la seguien, atès que la cursa es va celebrar per carreteres no asfaltades i a Garriga li havia tocat sortir el primer.
Els resultats obtinguts a les poques curses que va disputar el prototipus no varen ser bons i finalment el projecte es va desestimar. Malgrat tot, Pahissa encara l'anà millorant i provant a estones lliures fins que, uns anys després, se'n desentengué definitivament i la moto anà a raure a un magatzem de la fàbrica, on romangué oblidada durant decennis. Entrat ja el segle xxi, la moto va aparèixer en algun procés de neteja i la família Rabasa va decidir de restaurar-la per tal d'afegir-la a la seva col·lecció privada. La restauració final fou presentada el 2004, coincidint amb el 50è aniversari de la seva creació.

## Característiques

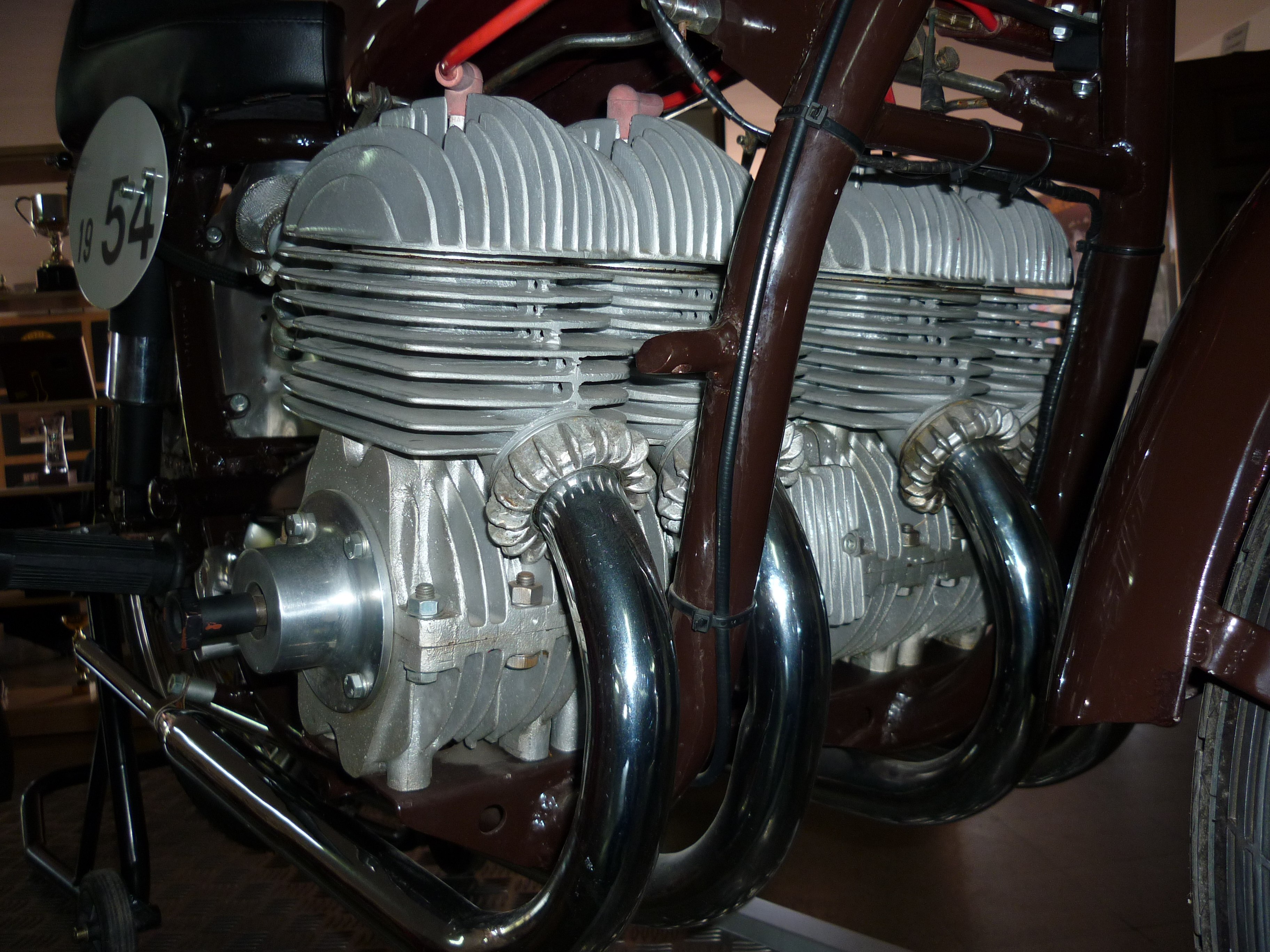
Vista del motor de la Derbi 4. S'hi aprecien els quatre cilindres en posició vertical

Per tal d'aconseguir un motor d'alt rendiment, Jaume Pahissa ajuntà el bloc de quatre cilindres de 98 cc (els que muntava la Derbi 98) a una caixa de canvis de Derbi 250 (de 4 velocitats). De cara a la carburació, adoptà quatre carburadors Dell'Orto de 22 mm. El motor resultant girava a 11.000 rpm i lliurava una gran potència, per bé que no ha quedat constància dels cavalls de vapor que proporcionava exactament. A la seva potència i velocitat remarcables s'hi afegia el soroll del motor, que sonava com el d'un Fórmula 1 (Pahissa aprofitava per a engegar-lo quan els Rabasa no eren a la fàbrica). Quan a Mollet del Vallès se sabia que Jaume Pahissa havia de provar el prototipus per carretera, molts veïns sortien al carrer a gaudir de l'espectacle.
Pel que fa a l'apartat tecnològic, el motor estava construït partint de dos blocs de dos cilindres que es podien desmuntar independentment, units pel centre per mitjà d'un càrter intermedi. Els cilindres anaven col·locats en paral·lel sobre el càrter comú, amb el bloc disposat transversalment al xassís.

### Fitxa tècnica
| Derbi 4 Cilindres | Derbi 4 Cilindres          | Derbi 4 Cilindres |
| --- | -------------------------- | ----------------- |
| Anys | 1954                       |                   |
| CC | 392                        |                   |
| Compressió | ?                          |                   |
| CV | ? (rpm màximes: 11.000)    |                   |
| Canvi | 4 velocitats               |                   |
| Suspensió davant | Forquilla telehidràulica   |                   |
| Suspensió darrera | Doble amortidor telescòpic |                   |
| Pneumàtic davant | ?                          |                   |
| Pneumàtic darrera | ?                          |                   |
| Frens davant | Tambor                     |                   |
| Frens darrera | Tambor                     |                   |
| Pes en sec | ?                          |                   |
| Capacitat dipòsit | ?                          |                   |
| \| • Configuració del motor \| \| ---------------------------------------------------------------------------------------------------------------------------- \| \| - Tipus: 4 cilindres de 98 cc cadascun - Cicle: 2 temps - Refrigeració: Per aire - Carburador: 4 Dell'Orto de 22 mm cadascun \| |                            |                   |
| • Configuració del motor |                            |                   |
| - Tipus: 4 cilindres de 98 cc cadascun - Cicle: 2 temps - Refrigeració: Per aire - Carburador: 4 Dell'Orto de 22 mm cadascun |                            |                   |